# Казе Цагатела (Пескара)
Казе Цагатела (итал. Case Zagattella) је насеље у Италији у округу Пескара, региону Абруцо.
Према процени из 2011. у насељу је живело 31 становника. Насеље се налази на надморској висини од 160 м.